# 建機グラフィックス
『建機グラフィックス』（けんきグラフィックス、KENKI Graphics）は芸文社が発行している建設機械の専門雑誌。

## 概要
2013年9月9日に初刊を発行した。当初は単発で終わる予定だったが、建設機械ファンや現役建機オペレーター、はたらくくるまが好きな子どもなどから支持を受けて定期刊行化。以来、年1〜2回のペースで発行している。体裁はA4変型版（天地297 ㎜ × 左右225 ㎜）、116 ページ。全号に特別付録DVD付き（特別版を除く）。バックナンバーは芸文社カタログサイトやAmazon.co.jpから購入可能。

## 特徴
施工現場で稼働する建設機械の活躍を通して、建築工事・土木工事の一連の施工過程を映し出しているのが特徴。加えて、建機オペレーターや現場代理人（現場所長）など現場で働く人びとのリアルな声や完成計画、イベントレポート、建機モデラー・建機ファンらの秘蔵コレクションなど、建設機械および建設業界を多面的に紹介している。小松製作所・コベルコ建機・キャタピラージャパン・日立建機・住友建機など主に国内建機メーカーの機種をピックアップしており、Vol.9では酒井重工業100周年記念特集を掲載した。
はたらくじどうしゃ博物館・館長の土田健一郎氏が監修している。

## 連載企画
定期
- 施工現場最前線
- 集まれ！！建機ファン！イベンドFLASH！（Vol.3 - ）
- 僕たち私たち建機の応援団！スマイルタウン（Vol.3 - ）
- はたらく自動車博物館 館長室だより（Vol.3 - ）
- 現場の華 なでしこオペレーター
- 秘蔵アルバムで振り返る昭和の名建機（Vol.1 - 7）
- バゲットクラブ（Vol.6 - ）
- 建機症候群な男たち！（Vol.4 - ） ※Vol.1 - 3まで建機マニアを紹介するコーナー名がそれぞれ異なる

不定期
- アルバムで振り返る昭和の名建機
- 建設機械全方位リサーチ

## バックナンバー
| ナンバー | 内容 | 発売日     | ISBN          |
| -------- | --- | ---------- | ------------- |
| 創刊号   | スペシャリストの仕事現場に密着！ 施工現場最前線 建設機械パーフェクトファイル 道路建設機械のパイオニア 酒井重工業工場見学 秘蔵アルバムでよみがえる昭和の名建機 神戸造成地編 | 2013/09/09 | 9784863962866 |
| Vol.2    | スペシャリストの仕事現場に密着！ 施工現場最前線 道路建設機械のSAKAIからローラ２機種が新登場！ 起重機のトップブランド コベルコクレーン完全ガイド 機械式の時代からハイブリッド機の現代まで 日本におけるショベルの歴史 THIオークション実況リポート ケンクラフトコラボ通販企画 アルバムで振り返る昭和の名建機 大矢運送編 | 2014/10/30 | 9784863963290 |
| Vol.3    | スペシャリストの仕事現場に密着！施工現場最前線 トラックメーカーの車両からセンターキャブの最新まで 日本における重ダンプの歴史 謎の重機ロボ スーパーガジラに迫る 乗り物食玩の決定版 青春のkabayaビッグワンガム アルバムで振り返る昭和の名建機 西日本造成工事編 50年前の超絶模型 パワーショベルが堂々完成 | 2015/08/31 | 9784863963856 |
| Vol.4    | スペシャリストの仕事現場に密着！施工現場最前線 - 陸前高田市震災復興事業 - 江東ポンプ場土壌置換工事 - 湯沢町管内舗装補修工事 バリエーション豊かな機体が次々と登場 日本における車輪式ローダの歴史 プロモデラー早川流ディティールアップ術 ハセガワ1/35スケールモデル日立建機 アスタコNEO製作記 アルバムで振り返る昭和の名建機 CAT秩父ビジターセンター編 | 2016/03/31 | 9784863964228 |
| Vol.5    | プロジェクト・ズームイン - 豊島プロジェクト既存解体 スペシャリストの仕事現場に密着！施工現場最前線 - 茂原にいはる工業団地整備事業 - 木造住宅解体工事 - 夜間道路工事 THIオークション会場に再潜入！最新鋭建機レビュー 住友アスファルトフィニッシャ J・paver HA90C-2 はたらくじどうしゃミーティングを今年も開催！ 農耕用車両に端を発する土工機械の王者が歩んだ道 日本におけるトラクタの歴史 コマツ元専務取締役髙松武彦回想録 大型ブル開発への道のり 建機の絵本がぞくぞくとデビュー！ プロモデラー早川弘一 スケールモデルコレクション アルバムで振り返る昭和の名建機 戦時中のブルドーザ編 | 2016/07/30 | 9784863964358 |
| Vol.6    | 双腕仕様機アスタコNEO - 歩道橋の基礎切断に出動！ スペシャリストの仕事現場に密着！施工現場最前線 - 渋谷駅南街区プロジェクト新築工事 - 豊島プロジェクト既存解体工事 - 富士山麓フロンティアパーク小山造成本体工事 アルバムで振り返る昭和の名建機 共栄機械工事編 ICT建機による現場の未来 CATコネクトの全貌 「かながわクレーン塾 for くまもと」に密着 建設機械全方位リサーチ モータグレーダ編 昭和のなつかし建機 完全無欠復元レポ コマツJV16-1 ’74年式 | 2017/03/31 | 9784863964570 |
| Vol.7    | プロジェクト・ズームイン - コベルコ建機SL16000J組み立て スペシャリストの仕事現場に密着！施工現場最前線 - 東京外郭環状道路本線トンネル（北行）東名北工事 - 鉄骨造ボーリング場解体工事 - 札幌市道路維持除雪業務 アルバムで振り返る昭和の名建機 沖縄の発展に貢献した土工機たち パレードオークションに潜入 THIザ・プレミア／パレードin成田 建設機械全方位リサーチ モータグレーダ編 建機モデラー早川弘一 油圧ショベル日立今昔物語 | 2017/10/03 | 9784863964921 |
| Vol.8    | プロジェクト・ズームイン - 日立建機ZX1000K-3組み立て スペシャリストの仕事現場に密着！施工現場最前線 - くろさわ病院等既存建物解体工事 - 南九州西回り自動車道・水俣IC（仮）建設工事現場 - 路上路盤再生工法 昭和建機ノスタルジー 老若男女が楽しめる建機のビジュアルブック登場！ 最新建設機械詳解 20ｔ級ショベルカタログ 最新林業機リポート ハセガワ コンバインド振動ローラ 早川少年の建機昔話 第１話「不気味なバックホウ」 | 2018/03/30 | 9784863965393 |
| Vol.9    | 酒井重工業１００周年スペシャル 〜道路建設機械の軌跡と展望〜 建機モデラー早川弘一 素晴らしきロードローラの世界 i-Constructionを支援する大型研修施設が関東に誕生！ トプコン関東トレーニングセンタ コベルコ建機解体専用機の歩み スペシャリストの仕事現場に密着！施工現場最前線 - S造遊技場既存建設解体工事 - 路上路盤再生工法 - 勝どき東地区第一種市街地再開発事業 ハセガワ 日立建機ホイールローダ ZW100-6 宮本組★ヤード訪問 CAT631Gモータスクレーパにご対面 京商 KOMATSU PC1250-8（HG) ヤンマー建機 YNB300をさがせ                                                                      | 2018/08/28 | 9784863965690 |
| Vol.10   | スペシャリストの仕事現場に密着！施工現場最前線 - 大規模造成工事 建設機械アナザーフィールド 日本の林業を支える応用マシン 建設・測量生産性向上展2018リポート コベルコ建機 新型SK75SR鮮烈にデビュー 早川少年の建機昔話 第2話「巨大怪物がいた時代」 タグチ工業の2製品がグッドデザイン賞を受賞 | 2019/03/30 | 9784863966116 |

| タイトル       | 内容                                                                                        | 発売日     | ISBN          |
| -------------- | ------------------------------------------------------------------------------------------- | ---------- | ------------- |
| 解体スペシャル | 光が丘清掃工場建替工事 国立霞ヶ丘陸上競技場等とりこわし工事 再録 ZX1800K-3 フジムラ特別仕様 | 2018/03/30 | 9784863965485 |
| Remix          | 未定                                                                                        | 2019/09    | 未定          |